# Possibilities
Possibilities – czterdziesty piąty album amerykańskiego muzyka jazzowego, Herbie Hancocka.
Album powstał z dokonywanych w różnych studiach nagrań, w których uczestniczył Herbie Hancock i zaproszeni do współpracy wokaliści, reprezentujący różne gatunki muzyczne. Na płycie śpiewają: John Mayer, Angélique Kidjo, Christina Aguilera, Sting, Annie Lennox, Paul Simon, Jonny Lang, Joss Stone i in. Jako muzycy sesyjni udział biorą m.in.: Carlos Santana, Stevie Wonder, Gina Gershon, John Patitucci czy Greg Phillinganes. Płyta została wydana w kwietniu 2005 przez wytwórnię Vector/Hear Music.
Album przyniósł Hancockowi dwie nominacje do nagrody Grammy w 2006 roku.

## Lista utworów
| 1.  | "Stitched Up" (John Mayer, Herbie Hancock) - Herbie Hancock – fortepian - John Mayer – śpiew, gitara - Michael Bearden – keyboard - Willie Weeks – gitara basowa - Steve Jordan – perkusja | 5:27  |
|     | |       |
| 2.  | "Safiatou" (Harold Alexander) - Herbie Hancock – fortepian - Carlos Santana – gitary - Angélique Kidjo – śpiew - Michael Bearden – keyboard - Chester Thompson – organy - Dennis Chambers – perkusja - Raul Rekow – instrumenty perkusyjne - Karl Perazzo – instrumenty perkusyjne - Benny Rietveld – gitara basowa | 5:25  |
|     | |       |
| 3.  | "A Song for You" (Leon Russell) - Herbie Hancock – fortepian - Christina Aguilera – śpiew - Michael Bearden – keyboard - Bashiri Johnson – instrumenty perkusyjne - Nathan East – gitara basowa - Teddy Campbell – perkusja                                                                                         | 7:05  |
|     | |       |
| 4.  | "I Do It for Your Love" (Paul Simon) - Herbie Hancock – fortepian - Paul Simon – śpiew, gitara - Pino Palladino – gitara basowa - Steve Jordan – perkusja - Cyro Baptista – instrumenty perkusyjne - Jamey Haddad – instrumenty perkusyjne - Gina Gershon – drumla                                                  | 5:58  |
|     | |       |
| 5.  | "Hush, Hush, Hush" (Paula Cole) - Herbie Hancock – fortepian, keyboard - Annie Lennox – śpiew - Steve Lewinson – gitara basowa - Pete Lewinson – perkusja - Tony Remy gitara | 4:46  |
|     | |       |
| 6.  | "Sister Moon" (Sting) - Herbie Hancock – fortepian - Sting – śpiew - Michael Bearden – keyboard - Lionel Loueke – gitara - John Patitucci – gitara basowa - Cyro Baptista – instrumenty perkusyjne - Steve Jordan – perkusja                                                                                        | 6:54  |
|     | |       |
| 7.  | "When Love Comes to Town" (Adam Clayton, David Evans, Larry Mullen, Paul David Hewson) - Herbie Hancock – fortepian - Jonny Lang – śpiew, gitara elektryczna - Joss Stone – śpiew - Greg Phillinganes – keyboard - John Robinson – perkusja - James Harrah – gitara akustyczna - Reggie McBride – gitara basowa     | 8:41  |
|     | |       |
| 8.  | "Don't Explain" (Arthur Herzog, Billie Holiday) - Herbie Hancock – fortepian - Damien Rice – śpiew - Lisa Hannigan – śpiew - Tomo – perkusja - Vyvienne Long – wiolonczela - Shane Fitzsimons – gitara basowa | 4:53  |
|     | |       |
| 9.  | "I Just Call to Say I Love You" (Stevie Wonder) - Herbie Hancock – fortepian, keyboard - Raul Midón – śpiew, gitara - Stevie Wonder – harmonijka ustna - Greg Phillinganes – keyboard | 5:27  |
|     | |       |
| 10. | "Gelo Na Montanha 1 – 1st Movement" (Trey Anastasio, Herbie Hancock, Cyro Baptista) - Herbie Hancock – fortepian, keyboard, organy - Trey Anastasio – gitara, śpiew - John Patitucci – gitara basowa - Cyro Baptista – instrumenty perkusyjne - Steve Jordan – perkusja - Jennifer Hartswick – śpiew                | 3:48  |
|     | 1 Portugalskie "Ice on the Mountain". |       |
|     | | 58:24 |
|     | |       |

## Informacje uzupełniające
- Produkcja – Herbie Hancock, Alan Mintz
- Producent wykonawczy – Ken Levitan, Jack Rovner
- Współprodukcja – Steve Jordan ("Stitched Up"), Greg Phillinganes ("When Love Comes to Town", "I Just Call to Say I Love You"), Bryce Goggins, Bob Brockman, Yaron Fuchs ("Gelo Na Montanha"), John Alagia, Paul Simon ("I Do It for Your Love")
- Mastering – Ted Jensen
- Zdjęcia – Doug Biro, Jon Fine
- Studia nagrań dla "Stitched Up" – The Shed (Nowy Jork), Stagg Street Studios (Van Nuys, Kalifornia)
- Studio nagrań dla "Safiatou" – Fantasy Studios (Berkeley, Kalifornia)
- Studia nagrań dla "A Song for You" – Garage Sale Recording, The Record Plant, Henson Studios, Ocean Way Studios (Hollywood)
- Studio nagrań dla "I Do It for Your Love" – Clinton Recording Studios (Nowy Jork)
- Studio nagrań dla "Hush, Hush, Hush" – Mayfair Studios (Londyn)
- Studio nagrań dla "Sister Moon" – Phase One Studios (Toronto, Kanada)
- Studia nagrań dla "When Love Comes to Town" – The Village (West Los Angeles, Kalifornia), Glenwood Place (Burbank, Kalifornia) i Town House Studios (Londyn)
- Studio nagrań dla "Don't Explain" – Henson Studios (Hollywood)
- Studia nagrań dla "I Just Call to Say I Love You" – Garage Sale Recording i Capitol Studios (Hollywood), Right Track Studios (Nowy Jork)
- Studia nagrań dla "Gelo Na Montanha" – The Barn (Burlington, Vermont), Numedia Studios (Nowy Jork)

## Pozycje na listach
| Kraj/Lista (2005)                                   | Pozycja |
| --------------------------------------------------- | ------- |
| Stany Zjednoczone (Billboard Top Contemporary Jazz) | 1       |
| Stany Zjednoczone (Billboard 200)                   | 22      |
| Szwajcaria                                          | 95      |